# 8ª Armata (Regio Esercito)
L'8ª Armata italiana (conosciuta anche nella prima guerra mondiale come Armata del Montello e nella seconda guerra mondiale come Armata italiana in Russia - ARMIR) fu una grande unità del Regio Esercito che nella prima guerra mondiale prese parte alla battaglia di Vittorio Veneto e nella seconda guerra mondiale alla campagna di Russia.
Fu l'armata che tra luglio 1942 e marzo 1943 operò sul fronte orientale, in appoggio alle forze tedesche della Wehrmacht impegnate sul fronte di Stalingrado. Al comando del generale Italo Gariboldi l'8ª Armata venne inquadrata all'interno dell'Heeresgruppe B di Maximilian von Weichs, e schierata sul medio Don a protezione dell'ala sinistra delle forze tedesche che in estate avevano dato il via all'assalto della città di Stalingrado.
Le forze di Gariboldi vennero quindi utilizzate per l'occupazione statica di un tratto del fronte del Don lungo duecentosettanta chilometri, tra Pavlovsk e la foce del fiume Chopër, dove fin dai primi giorni furono impegnate a resistere a continui e logoranti attacchi sovietici. La dislocazione definitiva delle unità italiane, rinforzate anche da alcune divisioni tedesche, terminò solo agli inizi di novembre, appena pochi giorni prima l'inizio dell'offensiva sovietica contro le armate rumene a nord e a sud di Stalingrado. Dopo aver travolto le forze rumene, il 23 novembre l'Armata Rossa accerchiò la 6ª Armata tedesca a Stalingrado, e tutto ciò finì per avere gravi ripercussioni sull'8ª Armata, la quale si trovò con l'ala destra scoperta e le unità tedesche di rinforzo inviate a sostegno altrove.
Il 16 dicembre l'armata italiana venne investita dalle forze sovietiche impegnate nell'operazione Piccolo Saturno, che travolsero il II e il XXXV Corpo d'armata italiano, e causarono lo sfaldamento totale dello schieramento italiano e del distaccamento tedesco-rumeno "Hollidt". Ne seguì una ritirata disordinata attraverso la pianura sovietica che anticipò di circa un mese il catastrofico ripiegamento del Corpo d'armata alpino a seguito della seconda offensiva invernale sovietica del gennaio 1943. Il Corpo alpino non venne toccato dall'offensiva di dicembre e a gennaio era ancora schierato sul Don, a sud della 2ª Armata ungherese; ma l'11 gennaio scattò la nuova offensiva sovietica, che travolse le difese ungheresi e tra il 15 e il 16 anche quelle del Corpo alpino. Iniziò così una ritirata di due settimane attraverso la steppa russa che comportò grosse perdite, si concluse il 31 gennaio e decretò di fatto la fine dell'intervento italiano sul fronte orientale e la fine dell'8ª Armata stessa.

## Storia
Le origini dell'8ª Armata risalgono alla prima guerra mondiale, quando il 1º giugno 1918 il Comando della 2ª Armata fu trasformato in Comando dell'8ª Armata, conosciuta colloquialmente anche come Armata del Montello, e schierata lungo il Piave nel tratto fra Pederobba e Palazzon. Il rilievo montuoso del Montello fu il principale obiettivo dell'offensiva austriaca del 15 giugno 1918 passata alla storia come la battaglia del solstizio, nella quale l'armata, comandata dal tenente generale Giuseppe Pennella riuscì a contenere lo sfondamento e a respingere poi il nemico oltre il Piave. Durante la battaglia di Vittorio Veneto l'armata al comando del tenente generale Enrico Caviglia assunse le funzioni di comando di gruppo di armate, in coordinamento con la neocostituita 10ª Armata del tenente generale Frederick Lambart of Cavan e costituita dal XIV Corpo d'armata britannico del maggior generale James Melville Babington con la 7ª e 23ª Divisione di fanteria e dall'XI Corpo d'armata italiano del Tenente generale Giuseppe Paolini con la 23ª Divisione bersaglieri del Tenente generale Gustavo Fara e la 37ª Divisione territoriale del maggior generale Giovanni Castagnola, nella quale era inquadrato il 332º Reggimento fanteria americano.
Il 24 Ottobre 1918 all'inizio dell'offensiva finale italiana, con la "Battaglia di Vittorio Veneto", l'8ª Armata italiana, con ben quattro corpi d'armata e 14 divisioni e 2.708 pezzi d'artiglieria, ha svolto il ruolo da ariete, coadiuvata dalla neocostituita 10ª Armata su 4 divisioni di cui due del British Army; per agevolare l'attacco la 4ª Armata attaccò per prima iniziando così il suo calvario, battendosi nelle operazioni che si svolsero dal 24 al 29 ottobre 1918, perdendo ben 25 000 uomini.
Il 31 gennaio 1919 il Comando venne provvisoriamente sciolto, per poi essere ricostituito il 15 febbraio, quando il Comando della 9ª Armata venne trasformato in Comando dell'8ª Armata. Il 1º agosto il comando dell'armata venne trasformato in Comando Regie truppe Venezia Giulia, che venne sciolto il 31 dicembre del 1919.
Ricostituito a Milano il 25 gennaio 1940 come Comando 8ª Armata ebbe inizialmente alle dipendenze il VI e il XIV Corpo d'armata. Il 12 giugno 1940, subito dopo l'entrata in guerra dell'Italia nel secondo conflitto mondiale, l'8ª Armata venne dislocata a Bologna, con il XIV Corpo d'armata a ridosso della frontiera nord-orientale, tra Trento e Belluno, ed il VI Corpo d'armata a sud della via Emilia, tra Modena ed Ancona. Il 21 agosto, ceduto il XIV Corpo d'armata alla 2ª Armata, ricevette in cambio il V Corpo d'armata, schierato nel settore sud della frontiera con la Jugoslavia, tra Monte Grosso e il Mare Adriatico.
Sciolta il 31 ottobre 1940 venne ricostituita il 1º aprile 1942; nella prima decade di giugno il II Corpo d'armata e il Corpo d'armata alpino, destinati insieme al Comando dell'8ª Armata sul fronte russo, iniziano il loro trasferimento per unirsi al Corpo di spedizione italiano in Russia (CSIR) già zona d'operazioni, che sarebbe stato a sua volta inquadrato nell'8ª Armata.
L'8ª Armata tra luglio 1942 e marzo 1943 operò sul fronte orientale, in appoggio alle forze tedesche della Wehrmacht impegnate sul fronte di Stalingrado. Al comando del generale Italo Gariboldi l'8ª Armata venne inquadrata nell'Heeresgruppe B di Maximilian von Weichs, e schierata sul medio Don a protezione dell'ala sinistra delle forze tedesche che in estate avevano dato il via all'assalto della città di Stalingrado.

## Inquadramento storico della campagna di Russia
La prospettiva di inviare sul fronte orientale ulteriori forze a potenziare la presenza italiana nacque già nell'estate del 1941, mentre ancora doveva svolgersi il trasferimento completo dello CSIR. Benito Mussolini il 14 luglio ordinò ufficialmente al generale Mario Roatta, capo di stato maggiore del Regio Esercito, di iniziare i preparativi per organizzare un ulteriore corpo d'armata per il fronte russo, e sei settimane dopo Mussolini sollecitò Adolf Hitler perché approvasse l'invio di ulteriori truppe. I tedeschi erano generalmente indifferenti alle proposte italiane, e rimandarono per parecchio tempo la decisione. Nel frattempo il 15 novembre i comandi militari italiani diedero disposizione di approntare per la primavera successiva altri due corpi d'armata da inviare al fronte orientale (il II e il XVIII) radunati sotto il comando della futura 8ª Armata. Le motivazioni che spinsero il capo del fascismo italiano alla decisione di rinforzare la presenza italiana a fianco dell'alleato tedesco erano fondamentalmente le stesse che lo spinsero a inviare nell'estate del 1941 il CSIR: acquistare "peso" nei confronti degli altri due alleati dell'Asse, Romania e Ungheria, che parteciparono con cospicue forze all'invasione dell'Unione Sovietica; riequilibrare i rapporti con la Germania dopo la disastrosa esperienza della "guerra parallela" in Grecia e le sconfitte nel Mediterraneo e Nordafrica, e infine partecipare alla spartizione delle zone conquistate e alla successiva avanzata in Medio oriente che il leader prospettava dopo la vittoria in Unione Sovietica.

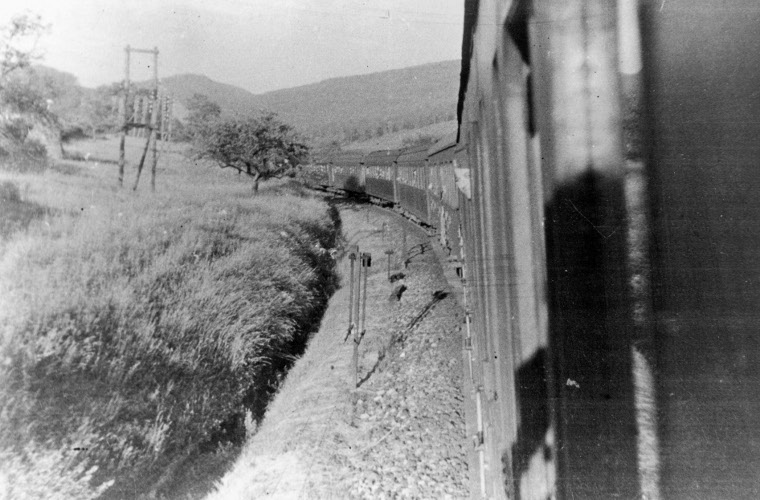
Una delle centinaia di tradotte che portarono l'8ª Armata ai punti di raccolta sul fronte orientale

Dopo l'iniziale indifferenza, il 29 dicembre 1941 Hitler comunicò a Mussolini di aver accettato le sue richieste di invio di ulteriori forze in Unione Sovietica. Ciò era ovviamente legato al fatto che l'operazione Barbarossa, nonostante le grandi vittorie, non si era risolta in modo decisivo, e il dittatore tedesco prospettò per il 1942 nuove offensive per le quali avrebbe avuto bisogno delle truppe dei Paesi alleati. All'inizio del 1942 iniziarono dunque i preparativi per allestire una nuova armata che dopo il suo trasferimento al fronte avrebbe avuto sotto il suo comando anche il CSIR (che avrebbe assunto la denominazione di XXXV Corpo d'armata), e dato che il Comando supremo della Wehrmacht manifestò il desiderio che le nuove divisioni italiane avessero il miglior equipaggiamento possibile, anche a discapito di quelle già dislocate nei Balcani o in Italia, a Ugo Cavallero non rimase altra scelta di attingere direttamente alle scorte e convogliare le risorse verso la nuova 8ª Armata piuttosto che in Nordafrica. Il Comando dell'8ª Armata entrò in funzione il 1º maggio 1942, e aveva sotto le sue dipendenze il II Corpo d'armata con le divisioni di fanteria "Cosseria", "Ravenna" e "Sforzesca", e il Comando del Corpo d'armata Alpino con le divisioni alpine "Cuneense", "Julia" e "Tridentina". All'armata venne inoltre assegnata la divisione di fanteria "Vicenza", destinata alla sicurezza delle retrovie, due raggruppamenti di camicie nere ("23 Marzo" e "3 Gennaio"), mentre l'equipaggiamento di armi e veicoli consisteva in 224 mitragliatrici da 20 mm, 28 cannoni da 65/17, 600 pezzi d'artiglieria, 52 cannoni contraerei moderni da 75/46, 297 cannoni anticarro da 47/32 (di cui 19 semoventi) a cui si aggiunsero 36 pezzi da 75/32 del 201º Reggimento artiglieria motorizzato e 54 cannoni anticarro da 75 forniti dai tedeschi non appena questi vennero a sapere della vulnerabilità delle divisioni italiane agli attacchi dei carri armati. L'armamento fu il meglio che il Regio Esercito poteva effettivamente offrire, e anche se la mobilità e la potenza di fuoco non erano certamente ottimali, l'8ª Armata non era di certo "carne da macello", considerando poi che le divisioni tedesche sul fronte avevano anch'esse grossi problemi nel parco automezzi ed erano generalmente molto provate e con organico incompleto. A parte i carri armati più moderni che erano riservati al fronte africano, l'8ª Armata disponeva delle artiglierie più moderne disponibili, mentre gli oltre 12.000 automezzi avrebbero garantito la mobilità dell'artiglieria e dei servizi logistici, anche se la maggior parte delle truppe non poté comunque essere motorizzata. Si può dunque affermare che la costituzione di questa nuova armata pesò notevolmente sull'Italia, considerando che l'industria bellica avrebbe potuto mantenere in efficienza solo venti divisioni combattenti, e la metà di queste erano già dislocate in Nordafrica. Fu perciò inevitabile che la preparazione delle forze destinate in Russia andò decisamente a discapito degli altri teatri.
Al comando dell'armata fu scelto il generale Italo Gariboldi, ufficiale di stato maggiore di grande esperienza, che aveva ricoperto posizioni di comando in Nordafrica a fianco delle forze tedesche e come governatore generale della Libia. Mussolini scelse Gariboldi molto probabilmente perché di grado maggiore rispetto a Giovanni Messe (il comandante del CSIR che era considerato il naturale comandante della nuova 8ª Armata) e perché di maggiore anzianità di servizio. Influirono inoltre anche le rivalità interne allo stato maggiore dell'esercito, dato che Messe molto probabilmente cominciava a crescere troppo in popolarità e considerazione nel Paese, cosa che secondo il ministro degli Esteri Galeazzo Ciano, rappresentava il vero motivo per cui venne scelto Gariboldi. Dopo l'approvazione di Wilhelm Keitel, il 1º maggio 1942 Gariboldi assunse a tutti gli effetti il comando dell'8ª Armata, e il 17 giugno il II Corpo iniziò il viaggio verso il punto di ritrovo a Char'kov, mentre il Corpo alpino il 14 luglio partì verso Izjum, Gorlovka e Rykovo. Tuttavia lo schieramento venne completato solo a ottobre con l'arrivo della "Vicenza".

## Ordine di battaglia
Gruppo d'armate B: Generaloberst Maximilian von Weichs

### 8ª Armata italiana
- Comandante d'armata: generale Italo Gariboldi
- Capo di stato maggiore: generale Bruno Malaguti
- Comandante d'artiglieria: generale Mario Balotta
- Comandante del genio: generale Arnaldo Forgiero
- Comandante delle reparto chimico: tenente colonnello Cesiro Mischi
- Comandante d'aviazione: generale di brigata aerea Enrico Pezzi
  - 21º Gruppo Autonomo Caccia Terrestre: maggiore Ettore Foschini
- Intendente generale: generale di brigata Carlo Biglino
- Ufficiale di collegamento tedesco: General der Infanterie Kurt von Tippelskirch (27 agosto 1942 - 1º febbraio 1943)
- Capo di stato maggiore presso l'ufficio di collegamento: Oberst Walter Nagel (18 settembre 1942 - 5 gennaio 1943), poi Generalmajor Hans Speidel (5 gennaio 1943 - 5 febbraio 1943)
- Raggruppamento a cavallo Barbò: generale di brigata Guglielmo Barbò di Casalmorano
  - 3º Reggimento cavalleria "Savoia Cavalleria": colonnello Alessandro Bettoni Cazzago
  - 5º Reggimento cavalleria "Lancieri di Novara": colonnello Carlo Pagliano
  - 3º Reggimento artiglieria a cavallo
- 9º Raggruppamento artiglieria d'armata
- 201º Reggimento artiglieria motorizzato: colonnello Enrico Altaville
- 4º Raggruppamento Artiglieria contraerei: colonnello Giuseppe di Martino
- 31°, 40°, 42° e 65° batterie antiaeree

Corpo d'armata alpino: generale di corpo d'armata Gabriele Nasci
- Capo di stato maggiore: colonnello Giulio Martinat
- Comandante d'artiglieria: generale di brigata Carlo Filippi
- Comandante del genio: generale di brigata Cesare Tamassia
- 2ª Divisione alpina "Tridentina": generale Luigi Reverberi
  - 5º Reggimento alpini: colonnello Giuseppe Adami
  - 6º Reggimento alpini: colonnello Paolo Signorini
  - 2º Reggimento artiglieria alpina: colonnello Federico Moro
- 3ª Divisione alpina "Julia": generale Umberto Ricagno
  - 8º Reggimento alpini: colonnello Armando Cimolino
  - 9º Reggimento alpini: colonnello Fausto Lavizzari
  - 3º Reggimento artiglieria alpina: colonnello Pietro Gay
- 4ª Divisione alpina "Cuneense": generale Emilio Battisti
  - 1º Reggimento alpini: colonnello Luigi Manfredi
  - 2º Reggimento alpini: colonnello Luigi Scrimin
  - 4º Reggimento artiglieria alpina: colonnello Enrico Orlandi
- 11º Raggruppamento artiglieria di corpo d'Armata: colonnello Giovanni Giua
- Battaglione alpini sciatori "Monte Cervino"
- XXXII Gruppo cannoni da 149/40 del 9º Raggruppamento d'artiglieria di corpo d'armata
- XXIV Gruppo cannoni da 149/28 del 9º Raggruppamento d'artiglieria di corpo d'armata
- 612º Reggimento d'artiglieria tedesco

II Corpo d'Armata: generale di corpo d'armata Giovanni Zanghieri
- Capo di stato maggiore: colonnello Ugo Almici
- Comandante d'artiglieria: generale di brigata Italo Giglio
- Comandante del genio: generale di brigata Balilla Rima
- 5ª Divisione fanteria "Cosseria": generale di divisione Enrico Gazzale
  - 89º Reggimento fanteria: colonnello Paolino Maggio
  - 90º Reggimento fanteria: tenente colonnello Giacomo Lapenna
  - 108º Reggimento artiglieria: colonnello Ernesto Drommi
  - 318º Reggimento granatieri: Oberst Erich Mielke (della 213ª Divisione di sicurezza)
- 3ª Divisione fanteria "Ravenna": generale di brigata Francesco Dupont
  - 37º Reggimento fanteria: colonnello Giovanni Naldoni
  - 38º Reggimento fanteria: colonnello Mario Bianchi
  - 121º Reggimento artiglieria: colonnello Giacomo Manfredi
- 2º Raggruppamento artiglieria di Corpo d'Armata: tenente colonnello Liberato Mascagna
- 52º e 54º Batteria antiaerea
- Raggruppamento CC.NN. "23 Marzo": luogotenente Generale Luigi Martinesi
  - Gruppo battaglioni "Leonessa": Console Graziano Sardu
  - Gruppo battaglioni "Valle Scrivia": Console Mario Bertoni
- III Gruppo del 201º Reggimmento d'artiglieria motorizzato
- XXXI Gruppo cannoni da 149/40 del 9º Raggruppamento d'artiglieria d'armata
- 101º compagnia genieri

XXXV Corpo d'Armata (l'ex CSIR): generale di corpo d'armata Giovanni Messe, poi Francesco Zingales
- Capo di stato maggiore: colonnello Gaetano Vargas
- Comandante d'artiglieria: generale di brigata Paolo Perrod
- Comandante del genio: generale di brigata Mario Tirelli
- 298ª Divisione di fanteria tedesca: Generalmajor Arnold Szelinski
  - 525º, 526º e 527º Reggimento granatieri
  - 298º Reggimento d'artiglieria
- 9ª Divisione fanteria "Pasubio": generale di divisione Guido Boselli
  - 79º Reggimento fanteria: colonnello Armando Mazzocchi
  - 80º Reggimento fanteria: tenente colonnello G.B. Casassa
  - 8º Reggimento d'artiglieria motorizzata: colonnello Alfredo Reginella
- 30º Raggruppamento artiglieria di Corpo d'Armata: colonnello Lorenzo Matiotti
- 95º e 97º Batteria antiaerea
- Raggruppamento CC.NN. "3 Gennaio": luogotenente generale Filippo Diamanti
  - Gruppo battaglioni "Montebello" Console Italo Vianini
  - Gruppo battaglioni "Tagliamento" Console Domenico Mittica
- III Gruppo del 201º Reggimmento d'artiglieria motorizzato
- XXXIV Gruppo cannoni da 149/40 del 9º Raggruppamento d'artiglieria d'armata
- L Gruppo cannoni da 149/28 del 9º Raggruppamento d'artiglieria d'armata

XXIX Corpo d'Armata tedesco: General der Infanterie Hans von Obstfelder
- Capo di stato maggiore: Oberst Albrecht Ritter von Quirnheim
- 52ª Divisione fanteria "Torino": generale di divisione Roberto Lerici
  - 81º Reggimento fanteria: colonnello Biagio Santini
  - 82º Reggimento fanteria: colonnello Evaristo Fioravanti
  - 52º Reggimento artiglieria: colonnello Giuseppe Ghiringhelli
- 3ª Divisione celere "Principe Amedeo Duca d'Aosta": generale di divisione Ettore de Blasio
  - 3º Reggimento bersaglieri: colonnello Ercole Felici
  - 6º Reggimento bersaglieri: colonnello Mario Carloni
  - 120º Reggimento artiglieria motorizzato: tenente colonnello Ugo de Simone
  - XLVII Battaglione Bersaglieri motociclisti e LXVII Battaglione Bersaglieri corazzato
  - XIII Gruppo "Cavalleggeri di Alessandria"
  - Legione croata: tenente colonnello Egon Zitnik
- 2ª Divisione fanteria "Sforzesca": generale Carlo Pellegrini
  - 53º Reggimento fanteria: colonnello Massimo Contini
  - 54º Reggimento fanteria: colonnello Mario Viale
  - 17º Reggimento artiglieria: colonnello Achille Tirindelli
- LXXIII Gruppo obici da 210/22 del 9º Raggruppamento d'artiglieria d'armata
- 156ª Divisione fanteria "Vicenza": generale di brigata Etelvoldo Pascolini
  - 277º Reggimento fanteria: colonnello Giulio Cesare Salvi
  - 278º Reggimento fanteria: colonnello Gaetano Romeres

21º Gruppo Autonomo Caccia Terrestre
- 356ª Squadriglia
- 361ª Squadriglia
- 382ª Squadriglia
- 386ª Squadriglia

71º Gruppo Autonomo Osservazione Aerea (71º Gruppo Volo)
- 38ª Squadriglia
- 116ª Squadriglia

Dati presi da: axishistory.com
All'autunno del 1942 l'8ª Armata guidata dal generale Italo Gariboldi metteva quindi in campo circa 230.000 uomini (di cui circa 150.000 schierati in prima linea), 16.700 automezzi, 1.150 trattori d'artiglieria, 4.500 motomezzi, 25.000 quadrupedi e circa 940 cannoni di cui.
Il capo di stato maggiore dell'esercito, generale Cavallero, già in fase di costituzione dell'ARMIR aveva insistito molto perché le carenze negli automezzi e nell'armamento controcarro necessario per difendersi dai carri armati sovietici fossero colmate da parte tedesca. In ogni caso, il 6 febbraio 1942, a una nota in cui il Comando supremo italiano faceva presente le carenze di automezzi e pezzi controcarro, i vertici militari tedeschi risposero che i materiali disponibili non erano sufficienti neanche per le unità tedesche. Il Comando supremo tedesco osservò, comunque, di non preoccuparsi troppo, dato che gli stessi sovietici probabilmente nel 1942 sarebbero stati equipaggiati assai peggio rispetto al 1941. Da parte tedesca non si aveva una grande opinione delle capacità dei reparti alleati di resistere in modo autonomo, per questo solitamente venivano schierate in appoggio divisioni della Wehrmacht. A dicembre, al momento dell'offensiva sovietica contro il settore italiano, a sostenere quel tratto di fronte insieme all'ARMIR resteranno solo le seguenti unità tedesche: la 298ª Divisione ed aliquote di scarsa consistenza della 385ª Divisione di fanteria e della 27ª Divisione corazzata. Gli altri reparti tedeschi in origine schierati con gli italiani erano ormai impegnati in altri settori pure sottoposti alla grande pressione dei sovietici

## Operazioni di guerra sul fronte orientale

### Dall'Italia al fiume Don

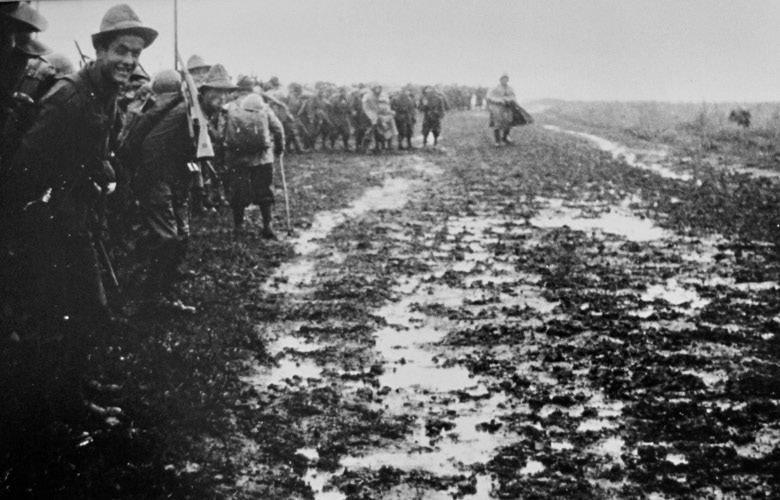
Alpini in marcia alle prese con il fango della steppa russa

La prima delle divisioni alpine a lasciare l'Italia è la "Tridentina" il 14 luglio 1942, seguita dalla "Cuneense" il 27 luglio. La "Julia" invece partirà solo verso metà agosto a causa della necessità di ristabilire gli effettivi dopo le perdite subite in Grecia. Prima di partire ad alcuni ufficiali viene offerta la possibilità di acquistare dall'esercito il mitra Beretta nonché le relative munizioni. Molti soldati saranno disposti a spendere mille lire per il fucile e dieci lire a pallottola impauriti dalle notizie sul mitra parabellum in dotazione ai reparti russi.
Dopo un lunghissimo viaggio su convogli di carri merce attraverso Monaco, Lipsia, Varsavia, Minsk, Gomel, Char'kov e Izjum, gli uomini dovettero affrontare cinquecento chilometri di marcia a piedi per raggiungere la linea del fronte, con tappe giornaliere dai 32 ai 40 km.
L'8ª Armata venne proprio in questo periodo posta alle dipendenze del Gruppo d'armate B. tedesco e venne destinata alla protezione del fianco sinistro delle truppe impegnate nella battaglia di Stalingrado. Tra l'inizio e la metà di agosto l'8ª Armata si schierò, infine, lungo il bacino del Don, tra la 2ª Armata ungherese a nord e la 6ª Armata tedesca, sostituita a fine settembre dalla 3ª Armata romena, a sud. La prima avvisaglia che quello degli italiani non sarebbe stato un settore facile avvenne tra il 30 luglio e il 13 agosto a Serafimovic (a circa 150 chilometri a nord-ovest di Stalingrado): qui, a un primo tentativo dei sovietici di oltrepassare il Don, si opposero tenacemente i bersaglieri della Celere (i sovietici persero la testa di ponte, ma il prezzo in vite umane per gli italiani fu alto). Svanirono in questo periodo le ipotesi fatte per le truppe alpine di essere impegnate nel Caucaso, su un terreno a esse più congeniale. La divisione "Tridentina", la prima delle divisioni alpine a partire dall'Italia il 17 luglio, il 10 agosto aveva cominciato la marcia dalla zona di radunata verso il fronte del Caucaso, ma il 14 ricevette ordine di arrestarsi e di mutare direzione, raggiungendo con una marcia di 300 chilometri il resto delle divisioni italiane schierate a difesa del fronte del Don.

### Prima battaglia difensiva del Don e carica di Isbuscenskij
Tra il 20 agosto e il 1º settembre 1942 le truppe sovietiche scatenarono un'offensiva di vaste proporzioni contro i reparti ungheresi, tedeschi e italiani, che subirono il peso maggiore dell'attacco, schierati nell'ansa settentrionale del Don. Nel settore dell'ARMIR, i russi erano riusciti a stabilire due teste di ponte nei villaggi di Bobrovskij (presso Serafimovič) e Kremenskaya (a circa 40 chilometri a est di Serafimovič) e da qui colpirono con tre divisioni (97ª, 203ª e 14ª della Guardia) la "Sforzesca", composta da elementi al battesimo del fuoco e sfiancati dalle estenuanti marce per raggiungere il fronte. L'ordine di resistere a ogni costo su un fronte di 25 chilometri fu eseguito dalla "Sforzesca" con abnegazione, ma dopo due giorni di aspri combattimenti la divisione venne travolta e si sfaldò completamente in una precipitosa ritirata non autorizzata. I comandi riuscirono a chiudere la pericolosa falla facendo intervenire reparti della "Celere", tra cui il "Savoia Cavalleria" e un battaglione di camicie nere, il Battaglione alpini sciatori "Monte Cervino" e in seguito anche la "Tridentina".
Il generale Messe, per coprire il ripiegamento della "Sforzesca", ordinò anche di caricare con la cavalleria: i "Lancieri di Novara" attaccarono il 20 agosto a Jagodnij, mentre il 24 agosto il "Savoia Cavalleria" con i suoi seicento uomini caricò duemila sovietici nell'episodio di Isbuscenskij. Alla fine il fronte venne mantenuto e le divisioni sovietiche, dopo aver perso metà dei loro effettivi, dovettero ritirarsi rinunciando all'obiettivo di raggiungere la rotabile Bolshoy-Gorbatovskij alle spalle della prima linea italiana, venti chilometri a sud del fiume Don. Ma importanti teste di ponte erano state consolidate e a Verchnij Mamon, circa 200 chilometri a ovest del settore della "Sforzesca", i sovietici erano riusciti a stabilire una robusta testa di ponte sulla riva destra del Don, utile per le future offensive, strappando il terreno alle divisioni "Ravenna" e "Cosseria" e al 318º Reggimento tedesco. .

### Schieramento definitivo sul Don

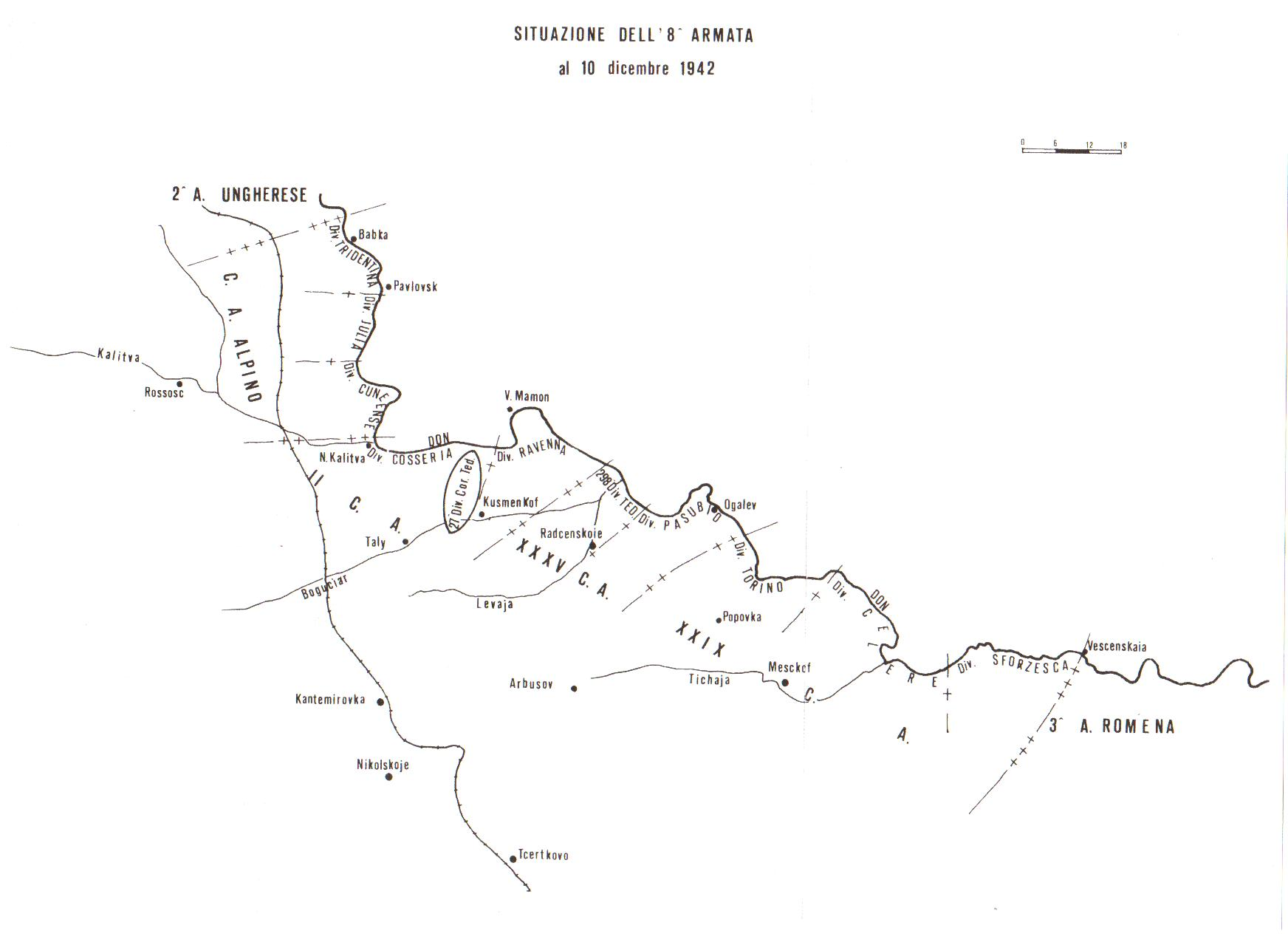
Schieramento difensivo dell'8ª Armata sul Don

I mesi di settembre e ottobre trascorsero tranquillamente, con le truppe italiane disposte a difesa di un tratto di fronte lungo circa 270 km: l'ampiezza era tale che tutte le divisioni erano schierate in prima linea, con l'eccezione della "Vicenza" impegnata nelle retrovie e del Raggruppamento Barbò, inadatto al ruolo di difesa statica. Agli inizi di novembre la dislocazione dell'ARMIR era dunque conclusa e le divisioni avevano occupato le loro posizioni invernali: sull'ala sinistra dell'armata italiana era schierato il Corpo d'armata alpino con in ordine, la "Tridentina", la "Julia" e la "Cuneense", che manteneva il contatto con la 2ª Armata ungherese a nord di Pavlovsk. Il II Corpo con le divisioni "Cosseria" e "Ravenna", che occupò il settore tra Novaja Kalitva e Kuselkin, particolarmente a rischio perché esposto verso l'ansa del fiume presso Verchnij Mamon che rappresentava un'ottima testa di ponte per i sovietici. Quindi seguiva il XXXV Corpo con la "Pasubio" e la 298ª Divisione di fanteria tedesca, e il XXIX Corpo tedesco con la divisione "Torino", la 62ª Divisione tedesca e la provata "Sforzesca" a contatto con la 3ª Armata rumena. Le riserve dell'armata erano costituite dalla 294ª Divisione di fanteria e dalla 22ª Divisione corazzata tedesca, a cui si aggiungeva la 3ª "Celere", che però era ancora molto provata dai combattimenti estivi. I tedeschi inviarono quindi notevoli forze a sostegno degli italiani dato che Hitler era convinto che l'Armata Rossa avrebbe attaccato a nord di Serafimovič per dirigersi a Rostov, e pensava che l'ARMIR non sarebbe riuscita a opporre un'efficace resistenza senza un adeguato sostegno.
Alle estremità dello schieramento italiano si trovavano, invece, altre due deboli armate alleate: a nord la 2ª Armata ungherese, sul fianco destro la 3ª Armata rumena che, entrata in linea solo nei primi giorni di ottobre, prese le difese del pericoloso settore di Serafimovič sostituendo i reparti italiani. Proprio da questa testa di ponte avrebbe preso il via il 19 novembre 1942 la grande operazione Urano dell'Armata Rossa che in pochi giorni avrebbe sbaragliato le pur combattive divisioni rumene, male equipaggiate e scarsamente dotate di armi anticarro, dando inizio all'interminabile reazione a catena che avrebbe rovinosamente coinvolto in dicembre anche l'armata italiana.

### Dicembre 1942: primo sfondamento della linea italiana
Già il 19 novembre, l'Armata Rossa aveva lanciato una massiccia offensiva volta ad accerchiare le truppe tedesche della 6ª Armata di Friedrich Paulus bloccate a Stalingrado. L'azione aveva portato all'annientamento della 3ª Armata romena, schierata a sud-est dell'8ª Armata. All'alba del 16 dicembre l'offensiva sovietica (operazione Piccolo Saturno, prima fase della seconda battaglia difensiva del Don) si scatenava anche contro le linee tenute dal II Corpo, che custodiva il settore centrale del fronte italiano; l'attacco sovietico non colse di sorpresa i reparti italiani, visto che già dall'11 dicembre erano in corso scaramucce e piccoli scontri lungo il fronte. Il primo attacco russo, proveniente dal saliente di Verchnij Mamon, fu respinto, ma il 17 dicembre i sovietici impiegarono le loro truppe corazzate e l'aviazione, travolgendo le linee della Ravenna e obbligandola alla ritirata. Nello stesso tempo, a sud-est, vennero distrutti anche i resti della 3ª Armata rumena. L'obiettivo della grande manovra era congiungere le due braccia della tenaglia, costituite da gruppi corazzati, alle spalle dello schieramento italo-tedesco-rumeno tra Novo Kalitva e Veshenskaya. Gariboldi tentò di tappare le varie falle come meglio poté, spostando reparti da una posizione all'altra, ma il ripiegamento senza preavviso della 298ª divisione germanica, schierata tra la "Ravenna" a sinistra e la "Pasubio" a destra, finì per mettere ancora più in crisi il già traballante fronte. Il 19 dicembre le avanguardie corazzate sovietiche avevano già raggiunto Kantemirovka, a 40 chilometri all'interno della linea italiana del Don, trenta chilometri più a sud raggiunsero Čertkovo, e il 21 dicembre le due colonne russe provenienti da nord e da est si incontrarono a Dëgtevo, a circa settanta chilometri a sud di Sukhoy Donetz, chiudendo di fatto il XXXV Corpo d'armata italiano e il XXIX Corpo d'armata tedesco in un'immensa sacca.
Quasi prive di mezzi di trasporto e di carburante (anche i carri leggeri L6/40 andarono quasi tutti persi sotto la forza dell'attacco sovietico), costrette a vagare a piedi in cerca di una via di scampo dall'accerchiamento, le divisioni di fanteria, composte da decine di migliaia di uomini ormai difficilmente controllabili, finirono in gran parte annientate, falcidiate dalla fame e dal freddo micidiale e sottoposte non solo agli attacchi delle colonne corazzate nemiche, ma anche dei reparti partigiani che agivano alle loro spalle.
Elementi delle divisioni "Torino" e "Pasubio", insieme ai tedeschi della 298ª, riuscirono a resistere a Certkovo, circondati dai sovietici. Nella conca di Arbuzovka, invece, si consumò un dramma: 20-25.000 perdite tra morti, dispersi e prigionieri, solo pochi gruppi riuscirono a sfuggire all'accerchiamento. L'offensiva sovietica non coinvolse il Corpo d'armata alpino, che continuò a tenere le sue posizioni sul Don. La divisione "Julia", sostituita sulla linea del fronte dalla Divisione "Vicenza", fu schierata, insieme al XXIV Corpo d'armata tedesco, sul fianco destro, lasciato scoperto dalla disfatta del II Corpo. La "Julia" si attestò sul fiume Kalitva, dove si dissanguò in continui combattimenti per mantenere il fronte. Intanto sul Don, ormai coperto di ghiaccio resistente e quindi transitabile anche per i carri armati, i sovietici apprestavano la seconda fase dello sfondamento.

### Gennaio 1943: secondo sfondamento e ritirata del Corpo alpino
Il 12 gennaio 1943 i sovietici diedero il via all'offensiva Ostrogorzk-Rossoš (seconda fase della Seconda battaglia difensiva del Don), travolgendo il 16 gennaio la 2ª Armata ungherese, schierata a nord del Corpo d'armata alpino. Il giorno seguente investirono i resti delle fanterie italiane schierate insieme al XXIV Corpo d'armata tedesco sull'esile fronte di circa 40 chilometri tra la confluenza Kalitva-Don a nord e Kantemirovka a sud, puntando a ovest su Rovenki, dove erano trincerati i resti della Cosseria, e a nord-ovest sulla città di Rossoš, dove c'era il comando del generale Nasci. Ormai il Corpo d'Armata alpino era chiuso in una sacca che includeva le divisioni "Julia", "Cuneense", "Tridentina" e "Vicenza".
L'ordine di ripiegare dal Don venne dato solo il 17 gennaio. A Podgornoje, venti chilometri a nord di Rossoš, dove il 18 gennaio confluirono sbandati italiani, ungheresi e tedeschi, il caos divenne indescrivibile. In testa alle colonne in ritirata si misero i reparti della "Tridentina" in grado di affrontare la battaglia. Anche i resti della "Vicenza" riuscirono in qualche modo ad aprirsi la strada verso ovest. Più a sud, invece, Julia e Cuneense dovettero sacrificarsi contro le forze corazzate sovietiche per evitare che il fianco sinistro della ritirata crollasse, mettendo in crisi l'intera operazione di sganciamento.

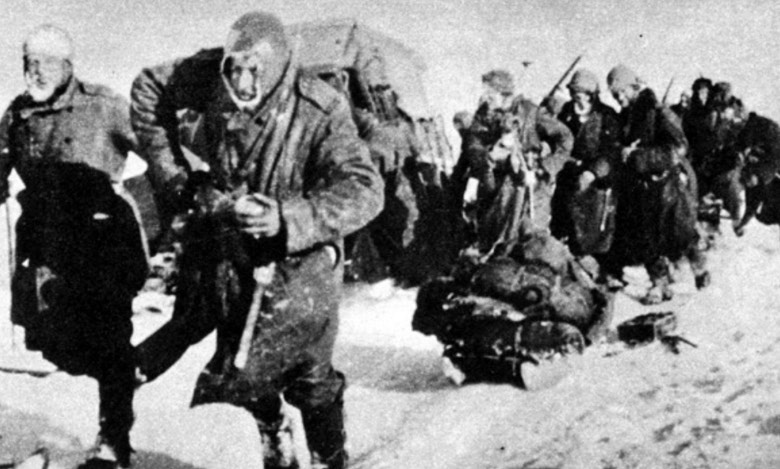
Truppe in ritirata

Il 21 gennaio Gariboldi avvertì il generale Nasci che Valujki era caduta in mano russa e ordinò di puntare venti chilometri più a nord su Nikolaevka, che si trovava a circa 50 chilometri a ovest delle avanguardie italiane. Tale segnalazione però non arrivò mai ai reparti superstiti della "Julia" e della "Cuneense", che continuavano a combattere battaglie di retroguardia sul fianco sinistro della "Tridentina". Il 22 gennaio vennero annientati gli ultimi superstiti della "Julia", tra il 25 e il 26 fu la volta dei resti della "Cuneense" e della "Vicenza", catturati dai russi presso Valujki. La "Tridentina", invece, dovette affrontare gli ultimi due ostacoli per uscire dalla sacca: i villaggi di Arnautovo e Nikolajevka. A mezzogiorno del 26 gennaio, finalmente, dopo un'ultima sanguinosa battaglia, dopo aver lasciato sul campo morti e feriti in grande quantità, la "Tridentina" riuscì a rompere l'accerchiamento sovietico.
In dieci giorni, le tre divisioni alpine, la Divisione "Vicenza", alcune unità tedesche del XXIV Corpo e una gran massa di sbandati italiani, rumeni ed ungheresi, avevano coperto più di 120 km in condizioni climatiche proibitive (neve alta e temperature tra i −35 e i −42 °C), con pochi mezzi di trasporto e vestiario insufficiente, sottoposte ad incessanti attacchi di truppe regolari e di partigiani sovietici.
Il 30 gennaio i sopravvissuti del Corpo d'Armata alpino (insieme a 16 000 tra tedeschi ed ungheresi) si raccolsero a Šebekino, dove poterono finalmente riposare dopo 350 chilometri di marce estenuanti e dopo tredici battaglie. Gravissime in particolare le perdite delle divisioni italiane durante le offensive sovietiche di dicembre e gennaio: circa 84.930 perdite totali con enormi perdite di materiali e mezzi.
Con la sostanziale distruzione dell'8ª Armata ebbe di fatto termine la partecipazione italiana alla campagna sul fronte orientale. Il comando dell'8ª Armata fu ricollocalto a Char'kov e, a partire dal 30 marzo, i sopravvissuti delle divisioni italiane furono progressivamente rimpatriati. L'8ª Armata fu successivamente dislocata in Veneto, con quartier generale a Padova, per avviare la ricostruzione delle divisioni distrutte in Russia; l'opera di riorganizzazione delle formazioni era appena agli inizi quando, a seguito dell'armistizio dell'Italia con gli Alleati e della conseguente invasione tedesca, l'armata e le unità aggregate furono sciolte il 10 settembre 1943. Alcune unità italiane continuarono comunque ad operare volontariamente sul fronte orientale, altri si unirono alla Resistenza o tentarono di raggiungere il sud Italia in mano agli Alleati, per unirsi all'Esercito Cobelligerante Italiano, mentre la maggior parte di loro furono deportati in Germania come "internati militari" e sottoposti a lavoro coatto nelle fabbriche tedesche. Sorte ben peggiore toccò ai prigionieri di guerra sovietici, internati nei campi di prigionia e in parte internati nei gulag dove subirono ulteriori e traumatiche esperienze.

## La componente navale
Tra i reparti italiani inviati sul fronte orientale vi era anche una piccola unità della Regia Marina, distaccata dalla Xª Flottiglia MAS su richiesta tedesca per operare nel Mar Nero. L'unità, designata come 4ª Flottiglia MAS e posta al comando del capitano di fregata Francesco Mimbelli, era inizialmente composta da quattro MAS (aumentati poi di sette), sei sommergibili tascabili classe CB, cinque motoscafi siluranti e cinque barchini esplosivi.
L'unità venne trasferita via terra fino alle coste del Mar Nero, dove giunse nel maggio del 1942, con il nominativo di "Autocolonna M.O. Moccagatta" facendo base nei porti di Jalta e Feodosia, sulla penisola di Crimea. I MAS e i sommergibili italiani vennero subito coinvolti nelle operazioni contro la fortezza sovietica di Sebastopoli, attaccando il traffico da e verso la piazzaforte. Caduta la città (4 luglio 1942), l'unità venne spostata nel Mar d'Azov per fornire protezione al traffico navale tedesco, per poi continuare con le missioni di pattugliamento lungo le coste controllate dai sovietici.
La mancanza di combustibile e il cattivo andamento del conflitto influirono pesantemente sulle attività dei mezzi italiani. Il 20 maggio 1943 i MAS superstiti vennero ceduti alla Kriegsmarine, e gli equipaggi rimpatriati. I sommergibili continuarono ad operare con equipaggi italiani fino all'agosto del 1943 dalla base di Sebastopoli. A seguito dell'armistizio italiano reso noto col proclama Badoglio dell'8 settembre 1943, gli equipaggi vennero internati dai tedeschi, mentre i mezzi (ormai in pessimo stato di manutenzione) vennero acquisiti dai romeni, per finire poi nelle mani dei sovietici a Costanza nel 1944.
Durante la sua attività, l'unità riuscì ad affondare 3 navi da trasporto e 3 sommergibili sovietici, oltre a danneggiare l'incrociatore Molotov e il cacciatorpediniere Kharkov. Le perdite ammontarono ad un CB e a due MAS.

## La lettera di Togliatti sui prigionieri dell'ARMIR
Nel febbraio 1992, durante la campagna elettorale per le imminenti elezioni politiche, lo storico togliattista Franco Andreucci pubblicò (in modo incompleto) sul settimanale Panorama, lo stralcio di una lettera olografa di Palmiro Togliatti (alias “Ercoli” cittadino sovietico dal 1930, membro della Commissione militare del comitato esecutivo del Comintern) proveniente dagli archivi di Mosca, corrispondenza inviata da Ufa il 15 febbraio 1943 e scritta in risposta a una missiva del dirigente comunista Vincenzo Bianco che chiedeva d'intercedere presso le autorità sovietiche per evitare la morte dei prigionieri italiani dell'8ª Armata in Russia.
Ma la manipolazione della lettera (definita "falsificata" da alcuni ma che poi tanto falsa non era) riportata sul settimanale, o meglio l'interpolazione ovvero una sua consapevole alterazione di alcune parole e frasi del testo, fu scoperta dieci giorni dopo: Andreucci aveva corretto una fotocopia venuta male e in parte incompleta fornitagli dallo storico Friedrich Firsov, dettandola via telefono al direttore di Panorama dalla casa del giornalista Francesco Bigazzi, corrispondente a Mosca per il quotidiano Il Giorno. La scoperta della manipolazione fu casuale: si dovette al fatto che in quei giorni, per condurre altre ricerche, si trovava a Mosca uno tra i maggiori studiosi della storia del comunismo, Silvio Pons, all'epoca vicedirettore dell'Istituto Gramsci. Come gesto di cortesia, vista la consuetudine scientifica che da sempre legava il Gramsci agli archivi moscoviti, Firsov gli sottopose la lettera di Togliatti che tanto scalpore aveva appena suscitato e a Pons parve di notare alcune significative discrepanze rispetto a ciò che era comparso sulla stampa italiana. La trascrisse, dunque, e la trasmise a Giulietto Chiesa, allora corrispondente da Mosca per La Stampa. Andreucci si dovette dimettere dall'incarico di consulente rivestito presso la casa editrice «Il Ponte alle Grazie» che, a causa della perdita di credibilità subita, in breve subì un crollo di vendite e fu assorbita nel 1993 dalle «Edizioni Salani». Il risultato politico dell'operazione era comunque in parte raggiunto: l'attacco a Togliatti, oltre ad influire sul risultato delle elezioni, servì anche a mettere fuori gioco Nilde Iotti da una possibile elezione alla Presidenza della Repubblica.

In un passo della lettera, che constava di numerose altre pagine (dove tra le altre cose si parlava anche della questione triestina), Togliatti aveva scritto: 
(Lettera originale a Vincenzo Bianco)
lasciando così quindi i prigionieri italiani al loro destino e sostenendo anche che l'Italia, fatta consapevole della rovina rappresentata da una politica d'imperialismo guerresco, dovesse scegliere per l'avvenire una politica di pace e non di aggressione, diveniva nella manipolazione di Andreucci:
(Modifica della lettera interpolata da Andreucci per l'articolo su Panorama)

dove il passo completamente inventato 
(Modifica della lettera interpolata da Andreucci per l'articolo su Panorama)
sopprimeva ogni riferimento alla politica imperialista fin lì seguita dall'Italia fascista per alludere a un generico e inevitabile destino di morte riservato agli Italiani.

Inoltre Togliatti aveva continuato a scrivere: 
(Lettera originale a Vincenzo Bianco)
alludendo ad una colpevolezza intrinseca di tutto il popolo italiano e al possibile ruolo dei sopravvissuti come testimoni della disfatta dell'aggressione fascista all'URSS o come acquisiti alla militanza comunista.

Nella versione manipolata da Andreucci il passo diventava: 
(Modifica della lettera interpolata da Andreucci su Panorama)
dove si fa apparire che per Togliatti fosse un bene far morire, qualunque fosse il modo, i soldati spediti dal fascismo in Russia.

Altre parole della lettera erano equivocate, tra i quali un 
(Lettera originale a Vincenzo Bianco)

divenuto un grottesco 
(Modifica della lettera interpolata da Andreucci per l'articolo su Panorama)

### Esplicative
1. ↑  A proposito della rilevanza strategica per l'Italia di inviare un'intera armata in URSS possiamo riportare un'interessante osservazione di Andrea Molinari: « [...] Mussolini ipotizzò che per vincere la guerra sarebbe stato necessario sconfiggere la Gran Bretagna, un obiettivo che non poteva essere raggiunto con l'invasione delle isole britanniche, ma che, per Mussolini, poteva essere conseguito colpendo i "centri vitali" britannici, ovvero il Canale di Suez e l'intera area del Medio Oriente, spezzando così il fronte nemico e privando gli inglesi delle loro riserve petrolifere. Dato che l'esperienza aveva mostrato che un attacco contro Suez e il Medio Oriente era tutt'altro che facile dalla Libia, le uniche possibilità di successo potevano risiedere solo in un attacco concentrico che doveva muovere sia dalla Libia sia dal Caucaso. Sotto questa ottica la decisione di rafforzare in maniera significativa la presenza italiana sul fronte russo aveva un chiaro significato strategico. In primo luogo, dato che il rafforzamento seguiva una precisa richiesta di Hitler, l'Italia poteva presentarsi come alleata "alla pari" della Germania; in secondo luogo, tale potenziamento avrebbe permesso all'Italia di prendere parte alle operazioni nel Medio Oriente anche dalla regione del Caucaso». Vedi:  Andrea Molinari, Da Barbarossa a Stalingrado, Milano, Hobby & Work..
2. ↑  Alfio Caruso specifica anche nel dettaglio i pezzi disponibili, dividendoli in: 72 cannoni 75/27 del 1911, 27 75/27 ippotrainati, 72 75/13 di fabbricazione austro-ungarica, 36 100/17 (preda bellica del 1918), 70 105/28 del 1915, 72 105/32, 48 149/13, 72 75/18, 24 105/11, 24 149/28, 36 149/40, 12 210/22, 266 47/32 controcarro, 54 75/39 controcarro, 36 75/32 controcarro, 52 75/46 contraereo, 2.850 fucili mitragliatori Breda Mod. 30, 1 800 mitragliatrici, 423 mortai da 81 mm, 864 mortai da 45 mm, 31 carri leggeri L6/40, 19 semoventi L40. Vedi: Caruso, p. 33.
3. ↑  Fu il ritardo nel trasferimento dell'ARMIR sul fronte russo a causare il passaggio alle dipendenze del Gruppo di Armate B. Infatti, se alla metà di luglio L'8ª Armata era stata posta sotto il comando del Gruppo d'armate A, in previsione di un suo impiego nella regione del Caucaso, alla fine di luglio venne deciso il passaggio alle dipendenze del Gruppo di Armate B impegnato sul Don. Questa decisione può essere fatta risalire alle direttive di Hitler del 23 luglio 1942, che comunque prevedevano ancora l'impiego del Corpo d'Armata alpino italiano nella regione del Caucaso, e può essere spiegata solamente considerando la lentezza con cui i reparti italiani venivano trasferiti dall'Italia e si muovevano in URSS, lentezza che chiaramente non li rendeva idonei all'impiego nelle operazioni a vasto raggio nelle ampie regioni del Caucaso (Andrea Molinari, Da Barbarossa a Stalingrado, Hobby & Work).
4. ↑  «Gli ordini non hanno più efficacia, soltanto gli ufficiali più energici e più stimati riescono a farsi in qualche modo obbedire, ma la truppa è in preda alla psicosi della disfatta, cerca ristoro nelle isbe superaffollate, ma calde. Le strade della città sono letteralmente bloccate da carriaggi, quadrupedi, mezzi motorizzati tedeschi che non riescono a farsi largo. Scoppiano violente liti tra italiani e tedeschi; questi ultimi non nascondono il loro disprezzo per un alleato impotente, ridotto allo stremo, gli italiani non possono ignorare che, a loro volta, i tedeschi hanno abbandonato a morte certa o alla prigionia migliaia di connazionali nella steppa gelata [...] In tanto sfacelo, con la marcia gravemente ostacolata dal gelo e dall'equipaggiamento, soprattutto le scarpe, che a oltre 30 gradi sotto lo zero non regge (si avvolgono i piedi in paglia e stracci per evitare il congelamento), il generale Nasci ebbe una piccola notizia positiva: i resti del XXIV Corpo d'Armata tedesco passano alle sue dipendenze con quanto si è salvato: quattro carri armati, due semoventi e alcuni cannoni. È un aiuto insperato, quando ci si prepara alla grande ritirata verso occidente...Ora si tratta di organizzare le colonne, con feriti e congelati caricati sulle slitte. L'ordine è distruggere gli archivi, abbandonare tutto il superfluo e mettersi in marcia». (Enzo Biagi, La Seconda Guerra Mondiale, Fabbri Editori)
5. ↑  Il generale Nasci annotò il 20 gennaio nel suo diario. « [...] Stremati e ridotti i battaglioni della "Julia" a meno di 150 uomini ciascuno; con solo pochi mezzi, scarsamente munizionati, del Gruppo Conegliano. Duramente provati tre dei cinque battaglioni della "Cuneense", privi ormai di artiglierie. La divisione "Vicenza" non è per costituzione unità adatta a operare nelle gravissime circostanze del momento. Rimane a me più vicina e più salda la divisione "Tridentina", rinforzata da pochi ma preziosi carri armati e semoventi tedeschi». (Enzo Biagi, La Seconda Guerra Mondiale, Fabbri Editori)
6. ↑  «Ormai quella della colonna in ritirata è diventata una corsa affannosa, cui moltissimi non riescono a partecipare, si sdraiano, si siedono sfiniti sui bordi delle piste, a centinaia, implorano aiuto, ma la colonna non può fermarsi, i più deboli sono abbandonati a un tragico destino di morte. I validi proseguono, con disperazione, sono ormai senza viveri, ne fanno le spese i muli che uno dopo l'altro vengono abbattuti, rapidamente fatti a pezzi e mangiati. Sono scene allucinanti tra i gemiti, le urla dei feriti, di quelli colpiti da gangrena, i quali ormai sanno che saranno abbandonati». (Enzo Biagi, La Seconda Guerra Mondiale, Fabbri Editori)

### Bibliografiche
1. 1 2   Alfredo CIRINEI, Inventario Fondo F-2 Carteggio sussidiario armate1912-1921 (PDF), su esercito.difesa.it. URL consultato il 15 dicembre 2020.
2. ↑  Schlemmer, pp. 27-28.
3. ↑  Schlemmer, pp. 28-29.
4. ↑  Schlemmer, pp. 32-33.
5. ↑  Schlemmer, p. 34.
6. ↑  Schlemmer, p. 35.
7. ↑  Schlemmer, pp. 36-37.
8. ↑  Schlemmer, pp. 38-39.
9. ↑  Schlemmer, p. 39.
10. ↑  Schlemmer, pp. 34-37.
11. ↑  Tra gli ufficiali che acquistarono il fucile mitragliatore vi era anche un giovanissimo Giuseppe Prisco. Vedi: Caruso, p. 33.
12. ↑  Caruso, p. 36.
13. ↑  Schlemmer, pp. 122-123.
14. ↑  Schlemmer, pp. 116-117.
15. ↑  Schlemmer, pp. 117-118.
16. ↑  Valori, pp. da 469 a 474.
17. ↑  Schlemmer, pp. 124-125.
18. ↑  Schlemmer, p. 123.
19. ↑  Schlemmer, pp. 138-139.
20. ↑  Scotoni, pp. 538-544.
21. ↑  Scotoni, p. 575.
22. ↑   La Tragedia del Don - 1943, su europarussia.com. URL consultato il 22 gennaio 2016 (archiviato dall'url originale il 22 gennaio 2016).
23. ↑   8a Armata, su regioesercito.it. URL consultato il 4 aprile 2020.
24. ↑  Schlemmer, pp. 153-154.
25. 1 2 3   Le operazioni dei MAS e dei sommergibili tascabili italiani nel Mar Nero 1942-1943, su regiamarina.net. URL consultato il 22 gennaio 2016.
26. ↑   Marco Clementi, L'alleato Stalin: L'ombra sovietica sull'Italia di Togliatti e De Gasperi, ISBN 978-88-586-1641-3.
27. 1 2 3 4 5   Marco Maggioni, L'enigma Palmiro Togliatti, su larchivio.com. URL consultato il 18 settembre 2016.
28. 1 2  Cfr. il lemma interpolazione (1. a) sul dizionario Treccani
29. ↑   Paolo Vagheggi, Spagnol conquista Firenze, in La Repubblica, 24 giugno 1993,  p. 38. URL consultato il 15 dicembre 2009.
30. ↑  Luciano Canfora, Togliatti e i critici tardi, 1997, p. 24.
31. ↑   Palmiro Togliatti (alias “Ercoli”), Lettera a Vincenzo Bianco, Ufa, 15 febbraio 1943,  pp. 1-14. URL consultato il 19 settembre 2016 (archiviato dall'url originale il 3 febbraio 2016).
32. ↑   IVª Divisione alpina cuneense, La lettera di Togliatti a Bianco, su alpini-cuneense.it. URL consultato il 18 ottobre 2016 (archiviato dall'url originale il 3 febbraio 2016).
33. ↑   La lettera di Togliatti, su cuneense.it. URL consultato il 15 dicembre 2009 (archiviato dall'url originale il 13 novembre 2012).
34. ↑   Gianna Fregonara, a Togliatti servivano i morti in Russia, in Corriere della Sera, 02 febbraio 1992,  p. 2. URL consultato il 15 dicembre 2009 (archiviato dall'url originale il 14 luglio 2010).
35. ↑   Manipolata la lettera di Togliatti, in La Repubblica, 14 febbraio 1992,  p. 13. URL consultato il 15 dicembre 2009.